# 足太ぺんた
足太 ぺんた（あしぶと ぺんた、1995年〈平成7年〉11月3日 - ）は、日本の女性ダンサー、モーションアクター、振付師、OL、Vtuber(綺羅星ぺんた）。愛称は「ぺんたちゃん、ぺんちゃん」。ファンネームは「ぺんたーず（通称：水たまり）」。

## 概要
2歳のころに小児喘息を発症。薬と吸入器が手放せない中、大好きなダンスを見よう見まねで踊り続ける日々を過ごす。そのため喘息がひと段落したころには毎日ダンスダンスレボリューションで鍛え上げた足がかなりの太さになる。
連続30分や1時間の踊ってみた動画を投稿するようになり「耐久の女王」と呼ばれるまでになったが、今でも動物の毛や煙草のけむりなどが苦手である。
大学卒業後は全く別ジャンルの一般企業に就職。趣味のまま踊ってみた活動を続けており、振付師やモーションアクターなどダンスを活かした仕事も行っている。
目標は歌って踊れるお婆ちゃんになること。

## 略歴
- 2009年1月 - 踊ってみた動画をYouTubeにて初投稿。
- 2012年11月 - ニコニコ町会議 in 名古屋に出演、以後7回連続で出演している。
- 2013年
  - 2月 - 歌CDを発売。
  - 3月 - やななの卒業式 in 関東にてやなな、ふなっしーと共演[2]。
  - 4月 - ニコニコ超会議2・超パーティーⅡに出演。
  - 10月 - NHK『Rの法則』に出演。
  - 11月 - 中国南京市の第二回スーパー弾幕合戦に出演、以後コンスタントに中国イベントへ出演している。
- 2014年
  - 5月 - クリプトン「HATUNE MIKU AhR」アプリに振付を提供。
  - 8月 - アニメイト「ミクフェア」AR振付を担当。
  - 9月 - メ～テレ「サブカルGT」特集番組に出演。
  - 10月 - 「歌ってみたの本 November2014(KADOKAWA/エンターブレイン)・注目の踊り手」に掲載される。
  - 11月 - メ～テレ『サブカルGT 愛川こずえ&足太ぺんたコラボLIVE』に出演。
  - 12月 - 新千歳空港『SNOW MIKU SKYTOWN』オープンイベントAhR振付を担当。
    - 『そら博2014』ウェザーニュース3Dキャラクター・Weathroid Airi　振付を提供。
- 2015年
  - 2月 - フランス・オルレアンへ語学研修のため短期留学。現地よりネット生放送、動画配信。
  - 4月 - ニコニコ超会議2015（ダンスワークショップ・振付選手権出場、優勝）
    - SANYO GROUP アイマリンプロジェクトに参加、以後毎年参加している。

  - 7月 - 北海道日本ハムファイターズ×雪ミクコラボOPダンスの振付を提供[3]。
  - 9月 - ISPS（演奏科学国際シンポジウム）国際会議にてパフォーマンスを披露。以後各学会へ協力している。
  - 11月 -LINEバイトWEB CM出演[4]。
    - 「ピューロランドでサンリオキャラクターと歌って踊ってハジケてみた」に出演。
- 2016年
  - 1月 - 「踊ってみたの中の人 ALL・GIRLS(PHP研究所)」にてインタビュー記事が掲載される。
  - 4月 - ビックカメラプロモーションに参加。
  - 6月 - 中京テレビ『キャッチ！』に出演。
    - スクエニ「マーニャダンス選手権」で完コピ賞を受賞。
    - ドラゴンクエストIV　スクエニ公式ゲーム実況生放送に出演。

  - 7月 - NHK BSプレミアム『TOKYOディープ！』に出演。
    - Vocaloid「音街ウナ」のプロモーションに参加。
    - 中国雑誌Whenever江蘇　特集記事に掲載される。

  - 9月 - アイドルユニット「アース・スタードリーム」、「天晴れ！原宿」へ振付を提供。
  - 10月 - 「陰陽師本格幻想RPG」のプロモーションに参加。
  - 11月 - サンリオピューロランドにて誕生日会を開催、以後毎年開催している。
- 2017年
  - 1月 - Anime Japan2017　REDステージに出演。
  - 3月 - LUMICAテレビCMに出演。
  - 4月 - 集英社「りぼん」にてインタビュー記事が掲載される。
  - 8月 - H△Gプロデュース歌CD発売。オリコンデイリーCDアルバムランキングで16位を獲得。
- 2018年
  - 2月 - マックフルーリー超オレオWeb CMに出演。
  - 3月 - 週刊少年マガジン「8畳カーニバル」のコラボ企画に参加。
  - 4月 - niconico本社池袋のカフェとコラボ「足太ぺんた×nicocafe」を開催。
    - タカラレーベンWeb CMに出演。

  - 7月 - スクエニ「ましろウィッチ」中国プロモーションに参加。
  - 10月 - ドワンゴ「ARTLIFE」のプロモーションに参加。
- 2019年
  - 4月 - スマホゲームアプリ「メモリーズオブリンク」日中振付を提供。
  - 6月 - タイトー新作ゲームのプロモーションに参加。
  - 12月 - シンガポールEOYに出演。
- 2020年
  - 2月 - 中京テレビささしまライブ ポップカルチャー祭り2020に出演[5]。
    - ダンマスワールドに出演。

  - 3月 - ジャストダンス2020動画プロモーションに参加。
  - 4月 - ニコニコネット超会議にリモート出演。
    - 小林幸子が声を担当した「『ニコニコネット超体操』作ってみた！」に出演[6]。
    - 無観客無料ネット配信ライブ「Diamond Penta」を開催。以降、毎月1回開催中。

  - 8月 - ファイルーズあいが声を担当した「『ニコニコネット超体操(夏)』作ってみた！」に出演[7]。
    - ニコニコネット超会議2020夏・町会議・ダンスマワールド2にリモート出演。

  - 12月 - ジャストダンス2021の動画プロモーションに参加。
    - 京都市立芸術大学にてオンライン特別講座の講師になる。
    - H△G「5センチ先の夢」のMusic Videoに出演[8]。
- 2021年
  - 3月 - 中国ゲームの曲のプロモーションに参加。
  - 4月 - ニコニコネット超会議にリモート出演。
    - #コンパス 新ヒーローの青春アリス（アオハルアリス）にモーションアクターとして出演。

  - 5月 - NHK「沼にハマってきいてみた 踊ってみた沼 ～激レアダンス編～」に出演。
  - 7月 - ドワンゴ「LOVE GENERATION21」のオーディションに審査員・パフォーマーとして参加。
  - 8月 - ニコニコ町会議にリモート出演。
    - #コンパス 街キャラバン名古屋に出演。

  - 9月 - ニコニコダンスマスターワールド3にリモート出演。
- 2022年
  - 4月 - ニコニコ超会議2022に出演。
  - 6月 - ドイツ最大のジャパンアニメフェス「ドコミ」に出演。
  - 7月 - ニコニコダンスマスターワールド4に出演。
  - 10月 - OADに出演。
    - ニコニコ超パーティ2022さいたまスーパーアリーナに出演。

  - 11月 - ニコニコ町会議2022特別版に出演。
    - 名古屋テレビ「BomberE」に出演。

  - 12月 - #コンパス6thフェス 幕張メッセに出演。
- 2023年
  - 3月 - TOKYO MX「SNSバズを狙え！立ち入り禁止の場所で踊ってみた2023」に出演。
    - 博衣こより「乙女よ求めよQ.E.D」の振付を提供。
    - ダンマスN 東京ビッグサイトに出演。
    - 滋賀県にて初ゆるぺん旅を開催。

  - 4月 - ニコニコ超会議2023に出演。マンナンライフ蒟蒻畑CMソングボカロver.の振付を提供[9]。
  - 6月 - 「TALE 千夜一夜物語 - Nico編」in 香港に出演[10]。
    - ふぇありーているず！5th Anniversary LIVE Zepp Nagoyaに友情出演[11]。

  - 7月 - 埼玉川口たたら祭りに出演。
  - 9月 - 愛知県瀬戸市　せともの祭り 陶神オリバーヒーローショーに出演。
  - 10月 - チア部ふぉーすわんまんに出演。
  - 11月 - ぺん誕 in 中国　成都にて4年ぶりに開催。
  - 12月 - #コンパスフェス 7th ANNIVERSARY 幕張メッセに出演。
    - 北京IDOアニメ・ゲームフェスティバルに出演。